# Briegleb BG-6
Le Briegleb BG-6 était un planeur monoplace américain de la fin des années 1930, conçu par William G. Briegleb pour être produit en usine ou assemblé « maison » par des amateurs.

## Conception et développement
Le BG-6 était un planeur monoplace à aile haute et dont le fuselage était constitué de tubes d'acier soudés recouverts de tissu, tandis que les ailes étaient faites en bois également recouvert de tissu. La dérive était être dotée d'une structure en métal recouverte de tissu. Le certificat de type fut validé le 14 septembre 1940
. L'appareil ne disposait d'aucun système de contrôle du plan de descente.
Neuf planeurs furent produits par la compagnie de Briegleb, la Sailplane Corporation of America (en), et 67 kits furent vendus pour des constructeurs amateurs. Trois des exemplaires produits à l'usine furent réquisitionnés et servirent comme planeurs d'entraînement dans le United States Army Air Corps (USAAC) en 1942.

## Versions
- BG-6 : Désignation attribuée par la compagnie pour les exemplaires produits en usine ou vendus en kit ;
- XTG-9 : Désignation attribuée par l'USAAC à trois exemplaires d'usine réquisitionnés comme planeurs d'entraînement en 1942[3].

## Exemplaire préservé
Un BG-6 est exposé au National Soaring Museum, à Elmira, dans l'État de New York.

## Spécifications techniques
Données de Sailplane Directory
Caractéristiques générales
- Équipage : 1 pilote
- Charge utile : 86 kg
- Envergure : 9,86 m
- Surface alaire : 10,91 m2
- Profil : NACA 4412
- Ratio d'aspect : 8,9
- Finesse maxi : 16,5

 Performances 
- Charge alaire : 17,69 kg/m2
- Taux de descente : 54,6 m/min